# A Abolição do Homem
A Abolição do Homem é um livro de C. S. Lewis em que o autor irlandês elabora uma defesa do conceito de valor objetivo e da lei natural, alertando para as consequências da perda desses conceitos. Lewis defende a ciência como algo a ser legitimamente buscado, porém condena a eliminação de valores por meio desta.
O livro é dividido entre apêndice, homens sem peito, o caminho, e, por fim, a abolição do homem. Em sua obra Lewis defende a teoria de que, a abolição do homem na verdade começa pela evolução do homem, e de que, apesar evoluir em ciência o homem sempre estará submetido a uma autoridade anterior, contribuindo assim para o seu próprio fim.
A obra também aborda assim como em outras obras do autor, assuntos concernentes à Lei Natural, se referindo à mesma como Tao, termo que C.S Lewis usou para englobar o conjunto de princípios morais de civilizações, culturas e filosofias que mesmo fora do cristianismo também possuem influência da chamada Lei da Natureza Humana ou Lei da Moral, segundo a filosofia.

## Ligações Externas
- «BBC, Biografia e Bibliografia de C. S. Lewis» (em inglês)
- Trecho do primeiro capítulo da obra "A abolição do homem" com explicações (em áudio) do revisor da tradução (Luiz Gonzaga de Carvalho Neto) .